# Colletes guadalajarensis
Colletes guadalajarensis är en biart som beskrevs av Metz 1910. Colletes guadalajarensis ingår i släktet sidenbin, och familjen korttungebin. Inga underarter finns listade i Catalogue of Life.